# Michał Nguyễn Huy Mỹ
Św. Michał Nguyễn Huy Mỹ (wiet. Micae Nguyễn Huy Mỹ) (ur. ok. 1804 r. w Kẻ Vĩnh w Wietnamie – zm. 12 sierpnia 1838 r. w Bảy Mẫu w Wietnamie) – męczennik, święty Kościoła katolickiego.
Michał Nguyễn Huy Mỹ urodził się w Kẻ Vĩnh. W wieku 20 lat ożenił się z Marią Mến (Miều), córką Antoniego Nguyễn Đích. Małżeństwo to miało ośmioro dzieci. Podczas prześladowań chrześcijan Michał Nguyễn Huy Mỹ został aresztowany razem z księdzem Jakubem Đỗ Mai Năm i swoim teściem. Namowami i torturami próbowano go skłonić do wyrzeczenia się wiary. Został ścięty 12 sierpnia 1838 r. razem z Jakubem Đỗ Mai Năm i teściem.
Dzień wspomnienia: 24 listopada w grupie 117 męczenników wietnamskich.
Beatyfikowany 27 maja 1900 r. przez Leona XIII. Kanonizowany przez Jana Pawła II 19 czerwca 1988 r. w grupie 117 męczenników wietnamskich.